# Ligue 2 2019-20
La temporada 2019–20 de la Ligue 2 fue la 81 temporada desde su creación.
La temporada estuvo marcada por el final abruptamente del campeonato desde mediados de marzo después del inicio de la propagación de la Pandemia de enfermedad por coronavirus de 2020 en Europa. El 13 de marzo de 2020, en la 20ª fecha, la LFP suspendió todos los partidos de la Ligue 2 debido a la pandemia. Finalmente, el 28 de abril de 2020, Édouard Philippe anunció en un discurso ante la Asamblea Nacional de Francia, entre las medidas de desconfinamiento progresivo, en lo que respecta a las competiciones deportivas colectivas en Francia, no se podrán reanudar hasta septiembre. Anunciando el Primer ministro  el final de la temporada 2019-2020.

## Equipos participantes
| Club                   | Ciudad           | Estadio                   | Capacidad |
| ---------------------- | ---------------- | ------------------------- | --------- |
| AC Ajaccio             | Ajaccio          | Stade François Coty       | 10,446    |
| AJ Auxerre             | Auxerre          | Stade de l'Abbé-Deschamps | 21,379    |
| SM Caen                | Caen             | Stade Michel d'Ornano     | 21,215    |
| FC Chambly             | Chambly          | Stade des Marais          | 1,000     |
| LB Châteauroux         | Châteauroux      | Stade Gaston Petit        | 17,173    |
| Clermont Foot          | Clermont-Ferrand | Stade Gabriel Montpied    | 11,980    |
| Grenoble Foot 38       | Grenoble         | Stade des Alpes           | 20,068    |
| EA Guingamp            | Guingamp         | Stade du Roudourou        | 18,363    |
| Le Havre AC            | Le Havre         | Stade Océane              | 25,178    |
| Le Mans FC             | Le Mans          | MMArena                   | 25,064    |
| RC Lens                | Lens             | Stade Bollaert-Delelis    | 37,705    |
| FC Lorient             | Lorient          | Stade du Moustoir         | 18,890    |
| AS Nancy               | Tomblaine        | Stade Marcel Picot        | 20,087    |
| FC Niort               | Niort            | Stade René Gaillard       | 10,886    |
| US Orléans             | Orléans          | Stade de la Source        | 7,000     |
| Paris FC               | París            | Stade Charléty            | 20,000    |
| Rodez AF               | Rodez            | Stade Paul-Lignon         | 6,000     |
| FC Sochaux-Montbéliard | Montbéliard      | Stade Auguste Bonal       | 20,005    |
| Troyes AC              | Troyes           | Stade de l'Aube           | 20,420    |
| Valenciennes FC        | Valenciennes     | Stade du Hainaut          | 25,172    |

### Personal y equipación
| Club         | Técnico               | Capitán             | Equipación | Patrocinador                                           |
| ------------ | --------------------- | ------------------- | ---------- | ------------------------------------------------------ |
| AC Ajaccio   | Olivier Pantaloni     | Johan Cavalli       | Adidas     | Auchan Atrium                                          |
| Auxerre      | Jean-Marc Furlan      | Jordan Adéoti       | Macron     | Remorques LOUALT                                       |
| Caen         | Pascal Dupraz         | Prince Oniangué     | Umbro      | Maisons France Confort (H), Campagne de France (A & 3) |
| Châteauroux  | Nicolas Usaï          | Yannick M'Bone      | Nike       | Monin                                                  |
| Chambly      | Bruno Luzi            | Thibault Jaques     | Umbro      | Flint                                                  |
| Clermont     | Pascal Gastien        | Jonathan Iglesias   | Patrick    | Crédit Mutuel                                          |
| Grenoble     | Philippe Hinschberger | Brice Maubleu       | Nike       | Carrefour, Sempa, BONTAZ                               |
| Guingamp     | Sylvain Didot         | Christophe Kerbrat  | Umbro      | Servagroupe (H), Aroma Celte (A)                       |
| Le Havre     | Paul Le Guen          | Alexandre Bonnet    | Joma       | Filiassur, SEAFRIGO Group                              |
| Le Mans      | Richard Déziré        | Stéphen Vincent     | Kappa      | Veolia                                                 |
| Lens         | Philippe Montanier    | Walid Mesloub       | Macron     | Auchan Retail                                          |
| Lorient      | Christophe Pélissier  | Fabien Lemoine      | Kappa      | B&B Hotels, Jean Floc'h                                |
| Nancy        | Jean-Louis Garcia     | Ernest Seka         | Nike       | Sempa                                                  |
| Niort        | Pascal Plancque       | Matthieu Sans       | Erima      | Restaurant Le Billon (H), Cheminées Poujoulat (A)      |
| Orléans      | Didier Ollé-Nicolle   | Gauthier Pinaud     | Kappa      | CTVL                                                   |
| Paris FC     | Mehmed Baždarević     | Vincent Demarconnay | Nike       | Vinci                                                  |
| Rodez        | Laurent Peyrelade     | Pierre Bardy        | Adidas     | Max Outil                                              |
| Sochaux      | Omar Daf              | Maxence Prévot      | Lotto      | Nedey Automobiles                                      |
| Troyes       | Laurent Batlles       | Stéphane Darbion    | Kappa      | Babeau Seguin                                          |
| Valenciennes | Olivier Guégan        | Laurent Dos Santos  | Acerbis    | Mutuelle Just                                          |

## Clasificación
La clasificación final se estableció según los puntos obtenidos hasta la fecha 28. La semifinal de promoción de ascenso, los cuartos de final promoción de ascenso y los playoffs de descenso fueron cancelados en esta edición.
| Pos. | Equipo                 | Pts. | PJ | G  | E  | P  | GF | GC | Dif. | Promotion or Relegation         |
| ---- | ---------------------- | ---- | -- | -- | -- | -- | -- | -- | ---- | ------------------------------- |
| 1    | FC Lorient (C)         | 54   | 28 | 17 | 3  | 8  | 45 | 25 | +20  | Ascenso a la Ligue 1 2019-20    |
| 2    | RC Lens                | 53   | 28 | 15 | 8  | 5  | 39 | 24 | +15  | Ascenso a la Ligue 1 2019-20    |
| 3    | AC Ajaccio             | 52   | 28 | 15 | 7  | 6  | 38 | 22 | +16  |                                 |
| 4    | Troyes AC              | 51   | 28 | 16 | 3  | 9  | 34 | 25 | +9   |                                 |
| 5    | Clermont Foot          | 50   | 28 | 14 | 8  | 6  | 35 | 25 | +10  |                                 |
| 6    | Le Havre AC            | 44   | 28 | 11 | 11 | 6  | 38 | 25 | +13  |                                 |
| 7    | Valenciennes FC        | 42   | 28 | 11 | 9  | 8  | 24 | 20 | +4   |                                 |
| 8    | EA Guingamp            | 39   | 28 | 10 | 9  | 9  | 40 | 33 | +7   |                                 |
| 9    | Grenoble Foot 38       | 35   | 28 | 7  | 14 | 7  | 27 | 29 | −2   |                                 |
| 10   | FC Chambly             | 35   | 28 | 9  | 8  | 11 | 26 | 32 | −6   |                                 |
| 11   | AJ Auxerre             | 34   | 28 | 8  | 10 | 10 | 31 | 30 | +1   |                                 |
| 12   | AS Nancy               | 34   | 28 | 6  | 16 | 6  | 27 | 26 | +1   |                                 |
| 13   | SM Caen                | 34   | 28 | 8  | 10 | 10 | 33 | 34 | −1   |                                 |
| 14   | FC Sochaux-Montbéliard | 34   | 28 | 8  | 10 | 10 | 28 | 30 | −2   |                                 |
| 15   | LB Châteauroux         | 34   | 28 | 9  | 7  | 12 | 22 | 38 | −16  |                                 |
| 16   | Rodez AF               | 32   | 28 | 8  | 8  | 12 | 31 | 34 | −3   |                                 |
| 17   | París FC               | 28   | 28 | 7  | 7  | 14 | 22 | 40 | −18  |                                 |
| 18   | Chamois Niortais F.C.  | 26   | 28 | 6  | 8  | 14 | 30 | 41 | −11  |                                 |
| 19   | Le Mans FC             | 26   | 28 | 7  | 5  | 16 | 30 | 45 | −15  | Descenso a Championnat National |
| 20   | US Orléans             | 19   | 28 | 4  | 7  | 17 | 21 | 43 | −22  | Descenso a Championnat National |

 Fuente: Ligue 2

## Resultados

### Primera vuelta
| Sochaux  | 0 - 0 | Caen         | Stade Auguste Bonal    | 26 de julio |
| Chambly  | 1 - 0 | Valenciennes | Stade des Marais       | 26 de julio |
| Rodez    | 2 - 0 | Auxerre      | Stade Paul-Lignon      | 26 de julio |
| Guingamp | 3 - 3 | Grenoble     | Stade du Roudourou     | 26 de julio |
| Ajaccio  | 2 - 2 | Le Havre     | Stade François Coty    | 26 de julio |
| Clermont | 3 - 0 | Châteauroux  | Stade Gabriel Montpied | 26 de julio |
| Nancy    | 0 - 0 | Orléans      | Stade Marcel Picot     | 26 de julio |
| Niort    | 0 - 2 | Troyes       | Stade René Gaillard    | 26 de julio |
| Le Mans  | 1 - 2 | Lens         | MMArena                | 27 de julio |
| Lorient  | 3 - 0 | Paris FC     | Stade du Moustoir      | 29 de julio |

| Paris FC     | 1 - 1 | Sochaux  | Stade Charléty            | 2 de agosto |
| Auxerre      | 2 - 0 | Le Mans  | Stade de l'Abbé-Deschamps | 2 de agosto |
| Troyes       | 1 - 2 | Clermont | Stade de l'Aube           | 2 de agosto |
| Grenoble     | 0 - 1 | Ajaccio  | Stade des Alpes           | 2 de agosto |
| Châteauroux  | 0 - 0 | Rodez    | Stade Gaston Petit        | 2 de agosto |
| Le Havre     | 1 - 1 | Niort    | Stade Océane              | 2 de agosto |
| Orléans      | 0 - 1 | Chambly  | Stade de la Source        | 2 de agosto |
| Valenciennes | 1 - 1 | Nancy    | Stade du Hainaut          | 2 de agosto |
| Lens         | 2 - 0 | Guingamp | Stade Bollaert-Delelis    | 3 de agosto |
| Caen         | 1 - 2 | Lorient  | Stade Michel d'Ornano     | 5 de agosto |

| Niort    | 3 - 0 | Châteauroux  | Stade René Gaillard    | 9 de agosto  |
| Le Mans  | 1 - 2 | Valenciennes | MMArena                | 9 de agosto  |
| Troyes   | 1 - 2 | Le Havre     | Stade de l'Aube        | 9 de agosto  |
| Chambly  | 0 - 0 | Grenoble     | Stade des Marais       | 9 de agosto  |
| Rodez    | 2 - 1 | Paris FC     | Stade Paul-Lignon      | 9 de agosto  |
| Guingamp | 1 - 0 | Orléans      | Stade du Roudourou     | 9 de agosto  |
| Ajaccio  | 1 - 2 | Caen         | Stade François Coty    | 9 de agosto  |
| Nancy    | 1 - 1 | Lorient      | Stade Marcel Picot     | 9 de agosto  |
| Sochaux  | 1 - 0 | Auxerre      | Stade Auguste Bonal    | 9 de agosto  |
| Clermont | 1 - 1 | Lens         | Stade Gabriel Montpied | 10 de agosto |

| Valenciennes | 1 - 0 | Rodez    | Stade du Hainaut          | 16 de agosto |
| Caen         | 0 - 0 | Chambly  | Stade Michel d'Ornano     | 16 de agosto |
| Grenoble     | 1 - 1 | Troyes   | Stade des Alpes           | 16 de agosto |
| Châteauroux  | 0 - 1 | Ajaccio  | Stade Gaston Petit        | 16 de agosto |
| Lorient      | 1 - 0 | Sochaux  | Stade du Moustoir         | 16 de agosto |
| Nancy        | 2 - 1 | Le Mans  | Stade Marcel Picot        | 16 de agosto |
| Orléans      | 0 - 1 | Clermont | Stade de la Source        | 16 de agosto |
| Paris FC     | 0 - 1 | Niort    | Stade Charléty            | 16 de agosto |
| Lens         | 1 - 3 | Le Havre | Stade Bollaert-Delelis    | 17 de agosto |
| Auxerre      | 2 - 2 | Guingamp | Stade de l'Abbé-Deschamps | 19 de agosto |

| Sochaux  | 3 - 0 | Nancy        | Stade Auguste Bonal       | 23 de agosto |
| Le Mans  | 1 - 2 | Lorient      | MMArena                   | 23 de agosto |
| Chambly  | 0 - 0 | Châteauroux  | Stade des Marais          | 23 de agosto |
| Rodez    | 3 - 3 | Orléans      | Stade Paul-Lignon         | 23 de agosto |
| Ajaccio  | 1 - 0 | Paris FC     | Stade François Coty       | 23 de agosto |
| Clermont | 1 - 1 | Auxerre      | Stade Gabriel Montpied    | 23 de agosto |
| Le Havre | 3 - 1 | Grenoble     | Stade Océane              | 23 de agosto |
| Niort    | 1 - 1 | Caen         | Stade René Gaillard       | 23 de agosto |
| Troyes   | 2 - 0 | Lens         | Stade de l'Aube           | 24 de agosto |
| Guingamp | 0 - 1 | Valenciennes | Stade de l'Abbé-Deschamps | 26 de agosto |

| Le Mans      | 2 - 0 | Sochaux  | MMArena                   | 30 de agosto    |
| Caen         | 0 - 3 | Le Havre | Stade Michel d'Ornano     | 30 de agosto    |
| Auxerre      | 3 - 1 | Ajaccio  | Stade de l'Abbé-Deschamps | 30 de agosto    |
| Châteauroux  | 0 - 1 | Troyes   | Stade Gaston Petit        | 30 de agosto    |
| Nancy        | 1 - 1 | Rodez    | Stade Marcel Picot        | 30 de agosto    |
| Orléans      | 0 - 1 | Niort    | Stade de la Source        | 30 de agosto    |
| Valenciennes | 1 - 0 | Clermont | Stade du Hainaut          | 30 de agosto    |
| Lorient      | 0 - 1 | Guingamp | Stade du Moustoir         | 30 de agosto    |
| Paris FC     | 0 - 3 | Chambly  | Stade Charléty            | 2 de septiembre |
| Grenoble     | 2 - 2 | Lens     | Stade des Alpes           | 2 de septiembre |

| Niort    | 0 - 1 | Grenoble     | Stade René Gaillard    | 13 de septiembre |
| Troyes   | 2 - 1 | Caen         | Stade de l'Aube        | 13 de septiembre |
| Chambly  | 1 - 4 | Auxerre      | Stade des Marais       | 13 de septiembre |
| Rodez    | 4 - 1 | Le Mans      | Stade Paul-Lignon      | 13 de septiembre |
| Guingamp | 1 - 1 | Nancy        | Stade du Roudourou     | 13 de septiembre |
| Ajaccio  | 0 - 0 | Orléans      | Stade François Coty    | 13 de septiembre |
| Le Havre | 0 - 0 | Paris FC     | Stade Océane           | 13 de septiembre |
| Sochaux  | 0 - 0 | Valenciennes | Stade Auguste Bonal    | 13 de septiembre |
| Clermont | 0 - 2 | Lorient      | Stade Gabriel Montpied | 14 de septiembre |
| Lens     | 1 - 0 | Châteauroux  | Stade Bollaert-Delelis | 16 de septiembre |

| Sochaux      | 3 - 1 | Guingamp | Stade Auguste Bonal       | 20 de septiembre |
| Le Mans      | 2 - 4 | Ajaccio  | MMArena                   | 20 de septiembre |
| Auxerre      | 1 - 2 | Troyes   | Stade de l'Abbé-Deschamps | 20 de septiembre |
| Châteauroux  | 1 - 1 | Grenoble | Stade Gaston Petit        | 20 de septiembre |
| Nancy        | 3 - 0 | Chambly  | Stade Marcel Picot        | 20 de septiembre |
| Orléans      | 2 - 2 | Le Havre | Stade de la Source        | 20 de septiembre |
| Paris FC     | 0 - 2 | Clermont | Stade Charléty            | 20 de septiembre |
| Valenciennes | 1 - 1 | Niort    | Stade du Hainaut          | 20 de septiembre |
| Caen         | 0 - 2 | Lens     | Stade Michel d'Ornano     | 21 de septiembre |
| Lorient      | 2 - 1 | Rodez    | Stade du Moustoir         | 23 de septiembre |

| Niort    | 2 - 2 | Auxerre      | Stade René Gaillard    | 27 de septiembre |
| Troyes   | 1 - 2 | Orléans      | Stade de l'Aube        | 27 de septiembre |
| Chambly  | 0 - 1 | Lorient      | Stade des Marais       | 27 de septiembre |
| Rodez    | 0 - 2 | Sochaux      | Stade Paul-Lignon      | 27 de septiembre |
| Grenoble | 1 - 0 | Caen         | Stade des Alpes        | 27 de septiembre |
| Ajaccio  | 2 - 0 | Valenciennes | Stade François Coty    | 27 de septiembre |
| Clermont | 2 - 2 | Nancy        | Stade Gabriel Montpied | 27 de septiembre |
| Le Havre | 0 - 1 | Châteauroux  | Stade Océane           | 27 de septiembre |
| Lens     | 2 - 1 | Paris FC     | Stade Bollaert-Delelis | 28 de septiembre |
| Guingamp | 3 - 0 | Le Mans      | Stade du Roudourou     | 30 de septiembre |

| Valenciennes | 0 - 2 | Grenoble    | Stade du Hainaut          | 4 de octubre |
| Le Mans      | 1 - 0 | Chambly     | MMArena                   | 4 de octubre |
| Caen         | 1 - 1 | Châteauroux | Stade Michel d'Ornano     | 4 de octubre |
| Guingamp     | 4 - 1 | Rodez       | Stade du Roudourou        | 4 de octubre |
| Lorient      | 0 - 0 | Ajaccio     | Stade du Moustoir         | 4 de octubre |
| Nancy        | 2 - 1 | Niort       | Stade Marcel Picot        | 4 de octubre |
| Paris FC     | 1 - 0 | Troyes      | Stade Charléty            | 4 de octubre |
| Sochaux      | 4 - 0 | Clermont    | Stade Auguste Bonal       | 4 de octubre |
| Auxerre      | 2 - 0 | Le Havre    | Stade de l'Abbé-Deschamps | 5 de octubre |
| Orléans      | 1 - 4 | Lens        | Stade de la Source        | 7 de octubre |

| Caen        | 0 - 0 | Valenciennes | Stade Michel d'Ornano  | 18 de octubre |
| Troyes      | 2 - 1 | Le Mans      | Stade de l'Aube        | 18 de octubre |
| Chambly     | 0 - 0 | Sochaux      | Stade des Marais       | 18 de octubre |
| Grenoble    | 0 - 0 | Orléans      | Stade des Alpes        | 18 de octubre |
| Ajaccio     | 0 - 0 | Nancy        | Stade François Coty    | 18 de octubre |
| Châteauroux | 0 - 1 | Paris FC     | Stade Gaston Petit     | 18 de octubre |
| Clermont    | 0 - 1 | Rodez        | Stade Gabriel Montpied | 18 de octubre |
| Niort       | 0 - 0 | Guingamp     | Stade René Gaillard    | 18 de octubre |
| Le Havre    | 2 - 2 | Lorient      | Stade Océane           | 19 de octubre |
| Lens        | 0 - 0 | Auxerre      | Stade Bollaert-Delelis | 21 de octubre |

| Sochaux      | 0 - 2 | Ajaccio     | Stade Auguste Bonal       | 25 de octubre |
| Le Mans      | 1 - 0 | Niort       | MMArena                   | 25 de octubre |
| Auxerre      | 0 - 1 | Grenoble    | Stade de l'Abbé-Deschamps | 25 de octubre |
| Rodez        | 2 - 0 | Chambly     | Stade Paul-Lignon         | 25 de octubre |
| Guingamp     | 1 - 2 | Clermont    | Stade du Roudourou        | 25 de octubre |
| Nancy        | 0 - 0 | Lens        | Stade Marcel Picot        | 25 de octubre |
| Orléans      | 1 - 1 | Châteauroux | Stade de la Source        | 25 de octubre |
| Paris FC     | 2 - 4 | Caen        | Stade Charléty            | 25 de octubre |
| Lorient      | 0 - 1 | Troyes      | Stade du Moustoir         | 26 de octubre |
| Valenciennes | 0 - 0 | Le Havre    | Stade du Hainaut          | 28 de octubre |

| Caen        | 2 - 1 | Orléans      | Stade Michel d'Ornano  | 1 de noviembre |
| Troyes      | 1 - 0 | Valenciennes | Stade de l'Aube        | 1 de noviembre |
| Chambly     | 1 - 5 | Guingamp     | Stade des Marais       | 1 de noviembre |
| Ajaccio     | 1 - 0 | Rodez        | Stade François Coty    | 1 de noviembre |
| Châteauroux | 1 - 0 | Auxerre      | Stade Gaston Petit     | 1 de noviembre |
| Lens        | 1 - 0 | Lorient      | Stade Bollaert-Delelis | 2 de noviembre |
| Grenoble    | 0 - 0 | Paris FC     | Stade des Alpes        | 2 de noviembre |
| Clermont    | 0 - 1 | Le Mans      | Stade Gabriel Montpied | 2 de noviembre |
| Niort       | 0 - 2 | Sochaux      | Stade René Gaillard    | 2 de noviembre |
| Le Havre    | 1 - 1 | Nancy        | Stade Océane           | 4 de noviembre |

| Le Mans      | 0 - 0 | Grenoble    | MMArena                   | 8 de noviembre  |
| Auxerre      | 1 - 1 | Caen        | Stade de l'Abbé-Deschamps | 8 de noviembre  |
| Chambly      | 0 - 1 | Clermont    | Stade des Marais          | 8 de noviembre  |
| Lorient      | 4 - 1 | Niort       | Stade du Moustoir         | 8 de noviembre  |
| Nancy        | 0 - 0 | Troyes      | Stade Marcel Picot        | 8 de noviembre  |
| Orléans      | 0 - 1 | Paris FC    | Stade de la Source        | 8 de noviembre  |
| Sochaux      | 2 - 0 | Le Havre    | Stade Auguste Bonal       | 8 de noviembre  |
| Valenciennes | 0 - 1 | Châteauroux | Stade du Hainaut          | 8 de noviembre  |
| Guingamp     | 1 - 1 | Ajaccio     | Stade du Roudourou        | 9 de noviembre  |
| Rodez        | 1 - 2 | Lens        | Stade Paul-Lignon         | 11 de noviembre |

| Paris FC    | 2 - 0 | Auxerre      | Stade Charléty         | 22 de noviembre |
| Caen        | 3 - 3 | Le Mans      | Stade Michel d'Ornano  | 22 de noviembre |
| Troyes      | 0 - 4 | Chambly      | Stade de l'Aube        | 22 de noviembre |
| Grenoble    | 1 - 1 | Nancy        | Stade des Alpes        | 22 de noviembre |
| Ajaccio     | 1 - 1 | Clermont     | Stade François Coty    | 22 de noviembre |
| Châteauroux | 1 - 3 | Lorient      | Stade Gaston Petit     | 22 de noviembre |
| Niort       | 2 - 1 | Rodez        | Stade René Gaillard    | 22 de noviembre |
| Orléans     | 0 - 1 | Valenciennes | Stade de la Source     | 22 de noviembre |
| Lens        | 4 - 0 | Sochaux      | Stade Bollaert-Delelis | 23 de noviembre |
| Le Havre    | 4 - 0 | Guingamp     | Stade Océane           | 25 de noviembre |

| Le Mans      | 1 - 2 | Châteauroux | MMArena                   | 29 de noviembre |
| Auxerre      | 2 - 2 | Orléans     | Stade de l'Abbé-Deschamps | 29 de noviembre |
| Chambly      | 0 - 2 | Ajaccio     | Stade des Marais          | 29 de noviembre |
| Rodez        | 1 - 2 | Le Havre    | Stade Paul-Lignon         | 29 de noviembre |
| Guingamp     | 1 - 1 | Caen        | Stade du Roudourou        | 29 de noviembre |
| Clermont     | 1 - 0 | Niort       | Stade Gabriel Montpied    | 29 de noviembre |
| Lorient      | 2 - 1 | Grenoble    | Stade du Moustoir         | 29 de noviembre |
| Nancy        | 2 - 0 | Paris FC    | Stade Marcel Picot        | 29 de noviembre |
| Valenciennes | 2 - 0 | Lens        | Stade du Hainaut          | 29 de noviembre |
| Sochaux      | 0 - 1 | Troyes      | Stade Auguste Bonal       | 30 de noviembre |

| Caen        | 1 - 0 | Nancy        | Stade Michel d'Ornano     | 2 de diciembre |
| Orléans     | 0 - 4 | Lorient      | Stade de la Source        | 3 de diciembre |
| Auxerre     | 1 - 1 | Valenciennes | Stade de l'Abbé-Deschamps | 3 de diciembre |
| Troyes      | 1 - 0 | Rodez        | Stade de l'Aube           | 3 de diciembre |
| Grenoble    | 1 - 1 | Clermont     | Stade des Alpes           | 3 de diciembre |
| Châteauroux | 1 - 1 | Sochaux      | Stade Gaston Petit        | 3 de diciembre |
| Le Havre    | 2 - 0 | Le Mans      | Stade Océane              | 3 de diciembre |
| Lens        | 3 - 0 | Chambly      | Stade Bollaert-Delelis    | 3 de diciembre |
| Niort       | 0 - 1 | Ajaccio      | Stade René Gaillard       | 3 de diciembre |
| Paris FC    | 0 - 3 | Guingamp     | Stade Charléty            | 3 de diciembre |

| Nancy        | 2 - 1 | Châteauroux | Stade Marcel Picot     | 13 de diciembre |
| Le Mans      | 3 - 2 | Orléans     | MMArena                | 13 de diciembre |
| Rodez        | 2 - 1 | Caen        | Stade Paul-Lignon      | 13 de diciembre |
| Valenciennes | 1 - 0 | Paris FC    | Stade du Hainaut       | 13 de diciembre |
| Clermont     | 2 - 1 | Le Havre    | Stade Gabriel Montpied | 13 de diciembre |
| Lorient      | 1 - 0 | Auxerre     | Stade du Moustoir      | 13 de diciembre |
| Sochaux      | 1 - 1 | Grenoble    | Stade Auguste Bonal    | 13 de diciembre |
| Chambly      | 3 - 2 | Niort       | Stade des Marais       | 13 de diciembre |
| Ajaccio      | 1 - 2 | Lens        | Stade François Coty    | 14 de diciembre |
| Guingamp     | 0 - 1 | Troyes      | Stade du Roudourou     | 16 de diciembre |

| Valenciennes | 3 - 0 | Lorient  | Stade du Hainaut          | 20 de diciembre |
| Orléans      | 1 - 0 | Sochaux  | Stade de la Source        | 20 de diciembre |
| Le Havre     | 1 - 1 | Chambly  | Stade Océane              | 20 de diciembre |
| Châteauroux  | 1 - 5 | Guingamp | Stade Gaston Petit        | 20 de diciembre |
| Grenoble     | 2 - 1 | Rodez    | Stade des Alpes           | 20 de diciembre |
| Auxerre      | 0 - 0 | Nancy    | Stade de l'Abbé-Deschamps | 20 de diciembre |
| Caen         | 0 - 0 | Clermont | Stade Michel d'Ornano     | 20 de diciembre |
| Paris FC     | 0 - 3 | Le Mans  | Stade Charléty            | 21 de diciembre |
| Lens         | 1 - 0 | Niort    | Stade Bollaert-Delelis    | 21 de diciembre |
| Troyes       | 2 - 1 | Ajaccio  | Stade de l'Aube           | 21 de diciembre |

## Goleadores
| No | Jugador           | Club         | Goles |
| -- | ----------------- | ------------ | ----- |
| 1  | Tino Kadewere     | Le Havre     | 17    |
| 2  | Adrian Grbić      | Clermont     | 11    |
| 2  | Yoane Wissa       | Lorient      | 11    |
| 3  | Teddy Chevalier   | Valenciennes | 9     |
| 4  | Ugo Bonnet        | Rodez        | 8     |
| 4  | Ibrahim Sissoko   | Niort        | 8     |
| 5  | Vagner Gonçalves  | Nancy        | 7     |
| 5  | Pierre-Yves Hamel | Lorient      | 7     |
| 5  | Frantzdy Pierrot  | Guingamp     | 7     |
| 5  | Abdoulaye Sané    | FC Sochaux   | 7     |
| 6  | Simon Banza       | Lens         | 6     |
| 6  | Gaëtan Courtet    | Ajaccio      | 6     |